# Hugh Davies
Hugh Seymour Davies (* 23. April 1943 in Exmouth, England; † 1. Januar 2005 in London) war ein britischer Musiker und Komponist der Neuen und Improvisationsmusik. Er zählte zu den Pionieren der elektroakustischen Musik.

## Leben und Wirken
Bereits als Jugendlicher kaufte sich Davies Karlheinz Stockhausens Gesang der Jünglinge als Platte und beschäftigte sich mit Stockhausens Tonsprache. Nach dem Besuch der Westminster School studierte er von 1961 bis 1964 Musik an der Universität Oxford sowie Musikgeschichte, Harmonielehre und Kontrapunkt bei Frank Llewellyn Harrison und Edmund Rubbra. Anschließend arbeitete er für zwei Jahre in Köln als persönlicher Assistent von Karlheinz Stockhausen. Als Mitglied von dessen Musikensemble war er an der Aufnahme von Mikrophonie I beteiligt und lernte dabei die von dem WDR-Tontechniker Jaap Spek und Stockhausen entwickelte Methode des Einsatzes von Kontaktmikrophonen kennen. Danach katalogisierte er für die Groupe de recherches musicales des französischen Rundfunks alle damals verfügbaren Aufnahmen elektronischer Musik. 1967 begann Davies damit, gefundene Gegenstände mit Hilfe von Kontaktmikrophonen zu elektronisch verstärkten Musikinstrumenten umzufunktionieren. So entwickelte er das „Shozyg“; es bestand aus verschiedenen verstärkten Objekten, die in einem Band eines Lexikons installiert waren, der die Wörter von „Sho“ bis „Zyg“ umfasst. Im gleichen Jahr gründete Davies das Goldsmith's College Studio of Electronic Music an der University of London, das er bis 1986 leitete (danach war er dort bis 1999 als Berater tätig). Seit 1986 beriet er die Abteilung für elektronische Musikinstrumente des Gemeentelijk Museum von Den Haag. Ab 1999 lehrte und forschte er an der Middlesex University.
Gemeinsam mit Derek Bailey, Evan Parker und dem Perkussionisten Jamie Muir gründete Davies 1968 die Music Improvisation Company, deren erste Platte Ende 1969 vom deutschen ECM-Label veröffentlicht wurde. Zudem arbeitete er mit dem elektronischen Live-Ensemble Gentle Fire zusammen. Während der 1970er Jahre gehörte er der Artist Placement Group an.
1982 war Davies Mitgründer und bis 1986 Sekretär der Confédération Internationale de la Musique Électroacoustique. Er komponierte für konventionelle Instrumente, beschäftigte sich jedoch hauptsächlich mit elektronischer Musik (live und auf Tonband). Er schrieb Werke für das zeitgenössische Musiktheater sowie für selbst erfundene verstärkte Instrumente, die auch für Klangskulpturen und Installationen eingesetzt wurden. Häufig trat er solo auf. Gelegentlich spielte er in einem Improvisationstrio mit Roger Turner und John Russell. Auch trat er jeweils im Duo mit Hans-Karsten Raecke und Max Eastley auf. Weiterhin kam es zur Zusammenarbeit mit Bailey, Fred Frith, dem London Improvisers Orchestra und der Popband Talk Talk (Spirit of Eden, 1988). Er war an der Uraufführung von Jonathan Harveys Madonna of Winter and Spring beteiligt. Auf Phil Mintons und Veryan Westons Songs from a Prison Diary ist er als Sänger zu hören. Auch arbeitete er mit Borbetomagus zusammen.

## Ausgewählte Diskographie
- Performances 1969-77 (1969–1977, another timbre)
- Shozyg: Music for Invented Instruments (1982, FMP/SAJ)
- Interplay (1996/97, fmr) mit John Russell & Roger Turner bzw. Max Eastley, Hans-Karsten Raecke oder Hilary Jeffrey
- Warming Up With the Iceman (2001, Grob)

## Nachweise
1. ↑  1968 wurde dieser International Electronic Music Catalog von der MIT Press veröffentlicht.
2. ↑  Seit längerem ist diese Platte nicht mehr im Programm des Labels. Vgl. auch Music Improvisation Company 1968–1971, Incus
3. ↑  Tate Gallery Artist Placement Group (Memento vom 13. Mai 2009 im Internet Archive)

| Personendaten    | Personendaten                                                        |
| ---------------- | -------------------------------------------------------------------- |
| NAME             | Davies, Hugh                                                         |
| ALTERNATIVNAMEN  | Davies, Hugh Seymour                                                 |
| KURZBESCHREIBUNG | britischer Komponist, Improvisationsmusiker und Musikwissenschaftler |
| GEBURTSDATUM     | 23. April 1943                                                       |
| GEBURTSORT       | Exmouth (Devon)                                                      |
| STERBEDATUM      | 1. Januar 2005                                                       |
| STERBEORT        | London                                                               |